# 塞尔克撞击坑

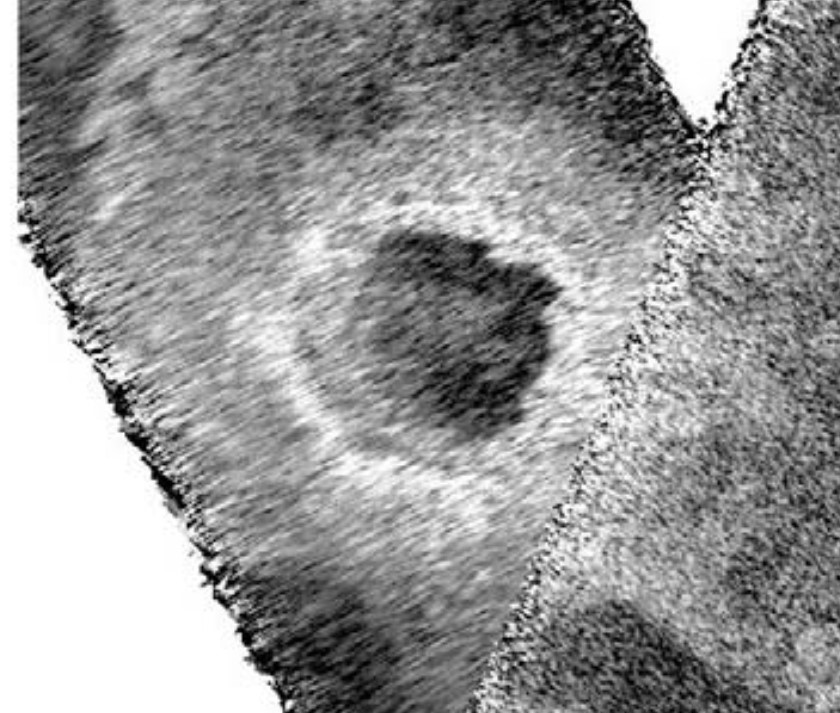
“卡西尼号”探测器拍摄的塞尔克陨石坑。

塞尔克撞击坑（Selk crater）是土星卫星土卫六上一座位于北纬7度、西经199度的陨石坑，直径约90公里（56英里），为地质上较年轻的撞击陨石坑。
有证据表明陨坑中过去曾存在有机化合物和液态水，这将在计划中的蜻蜓号任务中作进一步的研究，初始着陆点将位于塞尔克撞击坑东南部的沙丘上。
该陨石坑是以埃及神话中的知识、写作、教育和爬行动物女神塞尔克特之名命名，并在2008年获得国际天文学联合会正式批准。
 